# Claudio Moyano

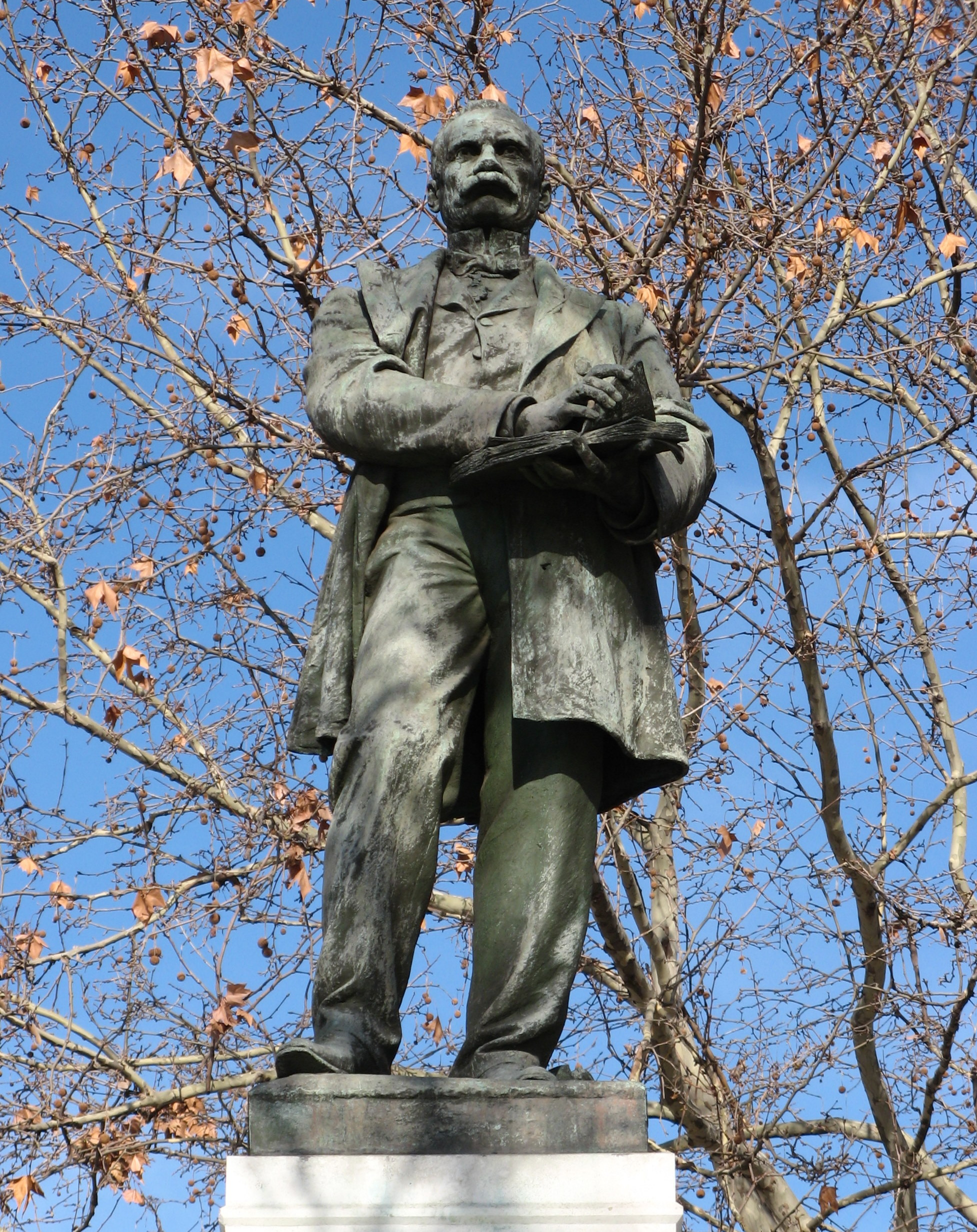
Estàtua de Claudio Moyano a la Cuesta de Moyano de Madrid.

Claudio Moyano y Samaniego (Fuentelapeña o la Bóveda de Toro, actual província de Zamora, 1809 - Madrid, 1890) fou un polític espanyol, ministre de Foment durant el regnat d'Isabel II d'Espanya.

## Biografia
D'ideologia liberal, va evolucionar de posicions tèbiament progressistes fins a aproximar-se al Partit Moderat. Va cursar estudis de Dret (exercint algun temps l'advocacia), Llatí i Filosofia en les Universitats de Salamanca i Valladolid, en la qual fou catedràtic d'institucions civils i d'economia política.
En 1841 fou escollit alcalde de Valladolid, i en 1843 rector de la seva universitat i diputat a Corts. En 1844 fou elegit diputat per Zamora. En 1846 és diputat per Toro. De 1850 a 1851 fou rector de la Universitat de Madrid. En 1853 entra per primer cop en el govern ocupant la cartera del Ministeri de Foment en el gabinet de Francisco Lersundi. Ja en el Bienni Progressista es va oposar, en les Corts, a la desamortització municipal decretada per Pascual Madoz en 1855. En 1856, amb el govern moderat, impulsa la llei reguladora de l'ensenyament coneguda com a Llei Moyano, que incorpora bona part del Projecte de Llei d'Instrucció Pública de 9 de desembre de 1855, elaborat durant el bienni pel ministre de Foment Manuel Alonso Martínez. La llei Moyano serà el fonament de l'ordenament legislatiu en el sistema educatiu espanyol durant més de cent anys, perquè en essència (encara que amb modificacions) va perviure fins a la Llei General d'Educació de 1970 que va establir l'escolarització obligatòria fins als 14 anys i la LOGSE de 1990 que va augmentar aquesta edat als 16. Estava composta en realitat per dues iniciatives legislatives: la Llei de Bases de 17 d'agost de 1857, i la Llei d'Instrucció Pública de 9 de setembre de 1857.
Amb aquesta llei s'intenta millorar la deplorable condició de l'educació a Espanya (un dels països europeus amb major taxa d'analfabetisme) organitzant els tres nivells del primer ensenyament (ensenyament primari, en teoria obligatori i gratuït per als qui no poguessin pagar-lo, però que en la pràctica dependrà de la iniciativa dels municipis o de la iniciativa privada), el segon ensenyament (ensenyament mitjà, en el qual es preveu l'obertura d'instituts de batxillerat i escoles normals de magisteri en cada capital de província, a més de permetre l'ensenyament privat en els col·legis religiosos, que rebran especial consideració); i l'ensenyament superior (amb les universitats, la gestió de les quals es reserva a l'Estat). Va impulsar la ràpida aprovació dels expedients de ferrocarrils. Va tornar al govern en 1864. Després del parèntesi del Sexenni Democràtic, torna a les Corts de la Restauració com a diputat per Toro. Fou nomenat senador per Madrid en 1881, càrrec que va ocupar amb rang vitalici des de 1886.

## Homenatges
A Madrid se li va retre un homenatge en assignar-li el nom d'un carrer: la cuesta de Moyano. Amb posterioritat, l'alcalde Enrique Tierno Galván va posar al costat inferior de la costa (proper a la plaça de l'Emperador Carlos V) una estàtua en què al seu basament pot llegir-se:
| « | Aquest monument es va erigir en aquest lloc en 1899 va ser posteriorment traslladat, restituint-lo l'Ajuntament de Madrid al seu primitiu emplaçament en ocasió de commemorar-se el CXXV aniversari de la promulgació de la llei d'instrucció pública de 22 de juliol de 1857 que va tenir en l'insigne catedràtic i polític D. Claudio Moyano Samaniego el seu primer inspirador i el seu més preclar impulsor i artífex. 28 de març de 1982 sent alcalde de la Vila D. Enrique Tierno Galván. | » |

En homenatge a ell, a Zamora porta el seu nom l'I.E.S. "Claudio Moyano". També a Valladolid i a Medina del Campo hi ha sengles carrers de Claudio Moyano.